# Cserszegtomaj, Zala
Cserszegtomaj  este un sat în districtul Keszthely, județul Zala, Ungaria, având o populație de 2.796 de locuitori (2011). 

## Demografie
Componența etnică a satului Cserszegtomaj
     Maghiari (90,1%)
     Germani (6,47%)
     Romi (1,62%)
     Necunoscut (1,58%)
     Români (0,24%)
     Alții (1,58%)
Componența confesională a satului Cserszegtomaj
     Fără religie (10,48%)
     Reformați (4,04%)
     Luterani (1,68%)
     Necunoscută (82,87%)
     Atei (0,93%)
     Alte religii (1,25%)
Conform recensământului din 2011, satul Cserszegtomaj avea 2.796 de locuitori. Din punct de vedere etnic, majoritatea locuitorilor (90,1%) erau maghiari, existând și minorități de germani (6,47%) și romi (1,62%). Apartenența etnică nu este cunoscută în cazul a 1,58% din locuitori. Nu există o religie majoritară, locuitorii fiind persoane fără religie (10,48%), reformați (4,04%) și luterani (1,68%). Pentru 82,87% din locuitori nu este cunoscută apartenența confesională.